# Róbert Waltner
Robert Waltner (Kaposvár, 20 settembre 1977) è un allenatore di calcio ed ex calciatore ungherese, di ruolo attaccante, tecnico dello Zalaegerszeg.

## Palmarès

### Club

#### Competizioni nazionali
- Campionato ungherese: 1

Zalaegerszeg: 2002
- Coppa Libertadores: 1

Boca Juniors: 2003
- Coppa Intercontinentale: 1

Boca Juniors: 2003

## Palmarès

### Giocatore

#### Individuale
- Capocannoniere del campionato ungherese: 1

2006-2007 (18 reti)